# Poczernin (Stargard)
Poczernin (deutsch Pützerlin) ist ein Dorf der Gmina Stargard (Landgemeinde Stargard) in der Woiwodschaft Westpommern in Polen.

## Geographische Lage
Das Dorf liegt in Hinterpommern an der Ihna, etwa elf Kilometer nordwestlich der Stadt Stargard  und 25 Kilometer östlich der Stadt Stettin (Szczecin).

## Geschichte

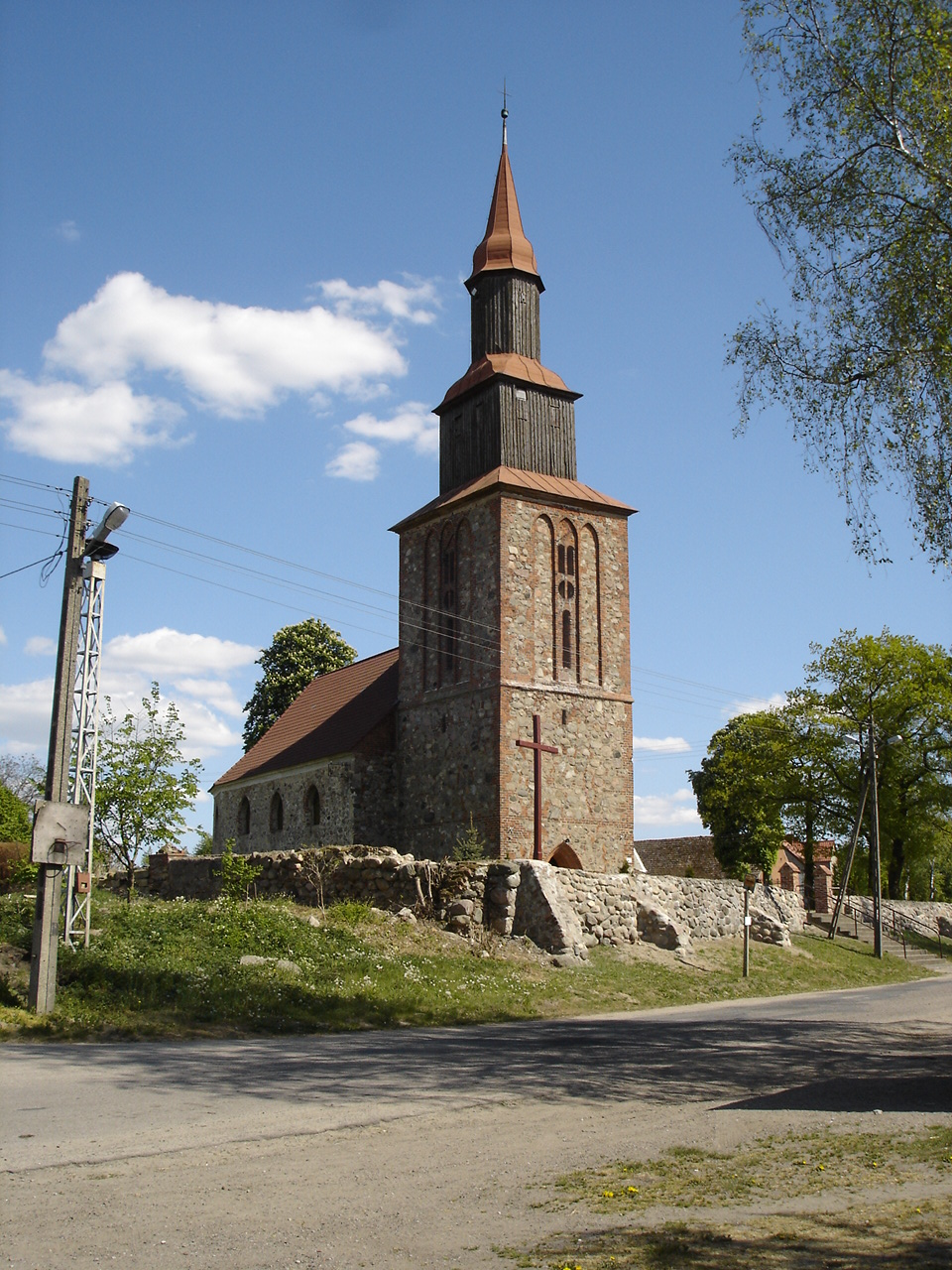
Dorfkirche

Die scheinbar erste Erwähnung des Dorfes findet sich unter dem Namen Putczerlyn in einer angeblichen Urkunde, mit der im Jahre 1220 Swantibor, ein Adliger aus der Linie der Swantiboriden, dem Kloster Kolbatz die Grenzen der kurz zuvor dem Kloster geschenkten Gollnowschen Heide bestätigt habe. Diese Urkunde ist inzwischen als unecht erkannt; sie entstand im Zusammenhang mit einem Streit zwischen dem Kloster Kolbatz und der Stadt Stargard, der im Jahre 1324 entschieden wurde.
Die erste gesicherte Erwähnung stammt aus einer Urkunde aus dem Jahre 1309, mit der Herzog Otto I. von Pommern-Stettin die Grenze der Klosterheide des Klosters Kolbatz festlegte. 
Später war das Kirchdorf eine Eigentumsortschaft der Stadt Stargard.
Im Juni 1613 ließ Herzog Philipp II. aufgrund von Kriegsunruhen in Polen und Einfällen konföderierter Truppen Polen-Litauens in Pommern auf der Feldmark von Pützerlin eine allgemeine Musterung durchführen.
Um das Jahr 1780 gab es in Pützerlin ein Lehenschulzen-Gut, 23 Vollbauern, fünf Halbbauern, von denen einer den Krug betrieb, fünf Kossäten, einen Büdner, einen Prediger, einen Küster, ein Forsthaus, ein Predigerwitwenhaus, eine Schmiede und unter Mitberücksichtigung der Speicher und Hirtenhäuser insgesamt 67 Feuerstellen.
Das Lehenschulzen-Gut wurde im Rahmen der Separation teilweise parzelliert. Im Jahr 1854 gab es in Pützerlin insgesamt 57 Besitzungen, darunter 21 Vollbauern, fünf Halbbauern, diverse landwirtschaftliche Kleinbetriebe und eine Schmiede.
Um 1925 hatte die Gemarkung der Gemeinde Pützerlin eine Flächengröße von 13 km², und auf dem Gemeindegebiet standen 88 Wohnhäuser. Auf dem Gemeindegebiet gab es nur einen Wohnort: Pützerlin.
Im Jahr 1925 wurden in Pützerlin 368 Einwohner gezählt, die auf 97 Haushaltungen verteilt waren.
Bis 1945 gehörte Pützerlin zum Landkreis Saatzig der Provinz Pommern.
Gegen Ende des Zweiten Weltkriegs wurde Pützerlin Anfang März 1945 von der Sowjetarmee besetzt. Nach Kriegsende wurde die Ortschaft unter polnische Verwaltung gestellt. Pützerlin wurde in Poczernin umbenannt.

### Archäologische Funde
In der ersten Hälfte des 19. Jahrhunderts wurde bei Pützerlin eine römische Silbermünze aus dem 2. Jahrhundert n. Chr. gefunden, die den römischen Kaiser
Antoninus zeigt.

### Religion
Die bis 1945 in Pützerlin anwesende Bevölkerung gehörte der evangelischen Konfession an. Im Jahr 1925 waren sämtliche Einwohner Protestanten.

## Persönlichkeiten

### Söhne und Töchter des Ortes
- Eberhard Dennert (1861–1942), deutscher Naturforscher, Philosoph und Lehrer, Begründer und Leiter des Keplerbundes

### Persönlichkeiten, die mit dem Ort verbunden sind
- David Hollaz (1648–1713), deutscher evangelischer Theologe, war seit 1670 Prediger in Pützerlin